# Curt Wahl
Curt Wahl (* 17. Dezember 1903 in Ulm als Kurt Wahl; † 16. Oktober 1972 in Coburg) war ein deutscher Schauspieler und Regisseur. Er war von 1951 bis 1968 Verwaltungsdirektor am Landestheater Coburg sowie von 1950 bis 1968 Leiter des Künstlerischen Betriebsbüros des Landestheaters Coburg.

## Leben
Kurt Wahl war der Sohn des Julius Wahl (* 1879 in Ulm; † 1955 in Krefeld) und der Eugénie Gabriele Wahl, geborene Andt (* 1881 in Wanzenau; † Mitte 1958 in Krefeld).

Als 17-Jähriger folgte er in vierter Generation der Familientradition als Schauspieler und hatte sein Bühnendebüt in Münster als „jugendlicher Liebhaber“. Es folgten Bühnenauftritte in Kaiserslautern, Breslau, Basel und Flensburg, bevor er 1937 als Schauspieler und Regisseur ans Landestheater Coburg kam.
Schon 1926 hatte er in Bad Kreuznach die Schauspielerin Heimgard Elisabeth Henriette Müller (1905–1967) geheiratet. Aus der Ehe ging eine Tochter hervor (* 1927). 1938 zog die Familie nach Coburg. Die Ehe wurde August 1942 geschieden. Wenige Wochen darauf heiratete Wahl in Coburg die Schauspielerin Irene Neubauer (1913–2006). Die beiden hatten später eine gemeinsame Tochter (* 1949).
1944 wurde das Landestheater Coburg kriegsbedingt im Zweiten Weltkrieg geschlossen; Wahl wurde zum Kriegsdienst herangezogen. Nach Entlassung aus der Kriegsgefangenschaft kehrte er zurück ans Landestheater, unterlag dann aber dem Berufsverbot der Siegermächte. So übernahm er in Coburg 1947/48 als Leiter die „Komödie der Zeit“ im kleinen Hofbräusaal und kehrte erneut zum August 1949 zurück ans Landestheater, wo er zum Saisonauftakt nach der Wiedereröffnung als erstes den „Mephisto“ in Goethes Faust I spielte, infolge unter anderem als „Theaterdirektor Striese“ in Der Raub der Sabinerinnen von Franz und Paul von Schönthan und in der Rolle des „Philipp von Orléans“ in Künnekes Liselott zu sehen war.
1950 wurde er dort Leiter des neuen Künstlerischen Betriebsbüros und war weiterhin auch als Schauspieler aktiv. Nach dem Tod von Oskar Grambs übernahm er 1951 dessen Geschäfte als Verwaltungsdirektor. Fortan kümmerte er sich um die Koordinierung künstlerischer, technischer und wirtschaftlicher Belange. Zu seinen großen Verdiensten zählte die Einrichtung eines Zubringerdienstes im Umkreis bis zu 100 km um Coburg, um den Wegfall der Theatergäste aus dem südthüringischen Raum nach der innerdeutschen Grenzerrichtung kompensieren zu können. Zum Jahresende 1968 wurde Wahl in den Ruhestand versetzt. Insgesamt war er über einen Zeitraum von 31 Jahren am Landestheater Coburg tätig.

## Sonstiges
Wahl war Freimaurer, als solcher „Altstuhlmeister“ der Loge „Zur Fränkischen Krone“ in Coburg, drei Jahre lang „Altdistriktsmeister“ der Distriktsloge Bayern und alt-zugeordneter „Landesgroßmeister“ (1967/68 und 1969/70), sowie ordentliches Mitglied des Logendachverbands VGLvD.

## Publikationen
- 125 Jahre Landestheater Coburg. 1827–1952; Jubiläums-Spielzeit 1952/53. Coburg, 1952.
- Vom Herzoglichen Hoftheater zum Coburger Landestheater. In: Das Bayerland, 60 (1958), Pfaffenhofen a.d. Ilm, S. 232–234.
- Vom Herzoglichen Hoftheater zum Landestheater. In: Aus Coburg Stadt und Land, hrsg. von Paul Friedrich Scharke, Coburg 1958, S. 107–110.
- Vom Herzoglichen Hoftheater zum Coburger Landestheater. [Curt Wahl]. In: Thüringen, 7 (1960),9/10, Siegen, 1960., S. 8–11.
- verschiedene Programmhefte, Landestheater Coburg